# Неветленфолу
Неветленфолу (укр. Неветленфолу, мађ. Nevetlenfalu) је село у Закарпатској области, западној Украјини.

## Име
Име Неветленфолу са мађарског језика је преведено као „безимено село“.

## Становништво
Према попису из 2001. године у Неветленфолу живи 1.632 особе, преко 86% становника села су се изјаснили као говорници мађарског језика.